# Robert P. George
Robert Peter George est né le 10 juillet 1955. Il est professeur de jurisprudence à l'université de Princeton, où il donne des conférences sur l'interprétation constitutionnelle, les libertés civiles et la philosophie du droit. Il est aussi le directeur du Programme de James Madison dans les institutions américaines. Robert George est appelé « le plus influent penseur chrétien conservateur de l'Amérique ». En 2012-2013, il est professeur invité à la Harvard Law School.

## Biographie
Robert George a grandi à Morgantown, en Virginie-Occidentale, il est petit-fils de mineurs immigrés. Il a étudié à Swarthmore College, à la faculté de droit de Harvard, à Harvard Divinity School et à l'université d'Oxford pour obtenir un doctorat en philosophie. À Oxford, il a étudié avec John Finnis et Joseph Raz.

## Carrière universitaire
Robert George rejoint le corps professoral de l'université de Princeton en tant que professeur en 1985 et l'année suivante, il devient professeur assistant.
En 1988-1989, il a passé une année sabbatique à l'université d'Oxford en tant que professeur invité en droit, en travaillant sur son livre Making Men Moral: Civil Liberties and Public Morality, qui a été publié par Oxford University Press en 1993.

Un philosophe politique, Jeffrie Murphy, a déclaré que « Robert George m'a, je dois l'avouer, rendu nerveux au sujet de mes engagements envers le libéralisme ». En 1994, Robert George a obtenu sa permanence à Princeton et est promu au rang de professeur agrégé. En 1999, il a été élevé au rang de professeur et devient président de la jurisprudence de Princeton, une chaire détenue précédemment par Woodrow Wilson, Edward S. Corwin, Alpheus T. Mason, et Walter F. Murphy. Robert George a fondé le programme Madison James de Princeton dans les idéaux et les institutions américaines en 2000 et continue à servir en tant que directeur.
Robert George est un professeur reconnu à Princeton, où ses cours sont fortement souscrits et, selon le Guide des cours de premier cycle de l'Université de Princeton, ces cours sont parmi les mieux notés de l'université. Depuis 2007, Robert George a enseigné avec son collègue de Princeton Cornel West, un leader intellectuel public de gauche, à des séminaires de premier cycle sur les grands penseurs de l'histoire intellectuelle occidentale.

## Activité politique
Robert George a été deux fois gouverneur de la Virginie et a assisté à la Convention nationale démocrate de 1976 comme délégué suppléant. George se porte du côté de la droite dans les années 1980, principalement en raison de ses vues sur l'avortement, et a quitté le Parti démocrate à la suite de ce qu'il considérait comme son plus fort engagement à l'avortement légal et son financement public. Robert George est le fondateur du Projet sur les principes américains, qui vise à créer un mouvement populaire autour de ses idées. Il est ancien président de l'Organisation nationale pour le mariage, il s'agit d'un groupe de défense à l'opposition du mariage de même sexe, et cofondateur du Forum de renouvellement, une organisation de lutte contre le trafic et l'exploitation sexuelle commerciale des femmes et des enfants.
Robert George a rédigé la Déclaration de Manhattan, un manifeste signé par les dirigeants orthodoxes, catholiques et évangéliques que « la résistance promise au point de désobéissance civile contre toute législation qui pourrait impliquer leurs églises ou des organisations caritatives dans l'avortement, la recherche destructrice d'embryons ou le mariage homosexuel »
Andrew Sullivan écrit que Robert George, avec d'autres intellectuels publics, a joué un rôle clé dans la création du conservation théocratique et son intégration dans le système traditionnel républicanisme. Sullivan voit George comme une figure centrale pour comprendre « la révolution dans le conservatisme américain ».

## Récompenses
Le 8 décembre 2008, Robert George a reçu la Médaille présidentielle des citoyens par le président George W. Bush. Le 4 mai 2010, à Varsovie, il a reçu la Médaille honorifique pour la Défense des Droits de l'Homme de la République de Pologne.
Il reçoit la Médaille de Canterbury du Fonds Becket pour la liberté religieuse dont il était l'un des quatre lauréats des distinctions pour ses réalisations civique et intellectuelle de 2005. Il reçoit également le Prix Sidney Hook Mémorial de la National Association of Scholars et le Prix Philip Merrill pour sa contribution exceptionnelle aux arts libéraux de l'American Council of Trustees.

## Travaux
- (en) Natural Law Theory: Contemporary Essays, 1992, 371 p. (ISBN 0-19-823552-6, lire en ligne)
- (en) Making Men Moral, 1995, 241 p. (ISBN 0-19-826024-5)
- (en) Natural Law and Moral Inquiry: Ethics, Metaphysics, and Politics in the Work of Germain Grisez, Washington (D.C.), Georgetown University press, 1998, 281 p. (ISBN 0-87840-674-3)
- (en) In Defense of Natural Law, 1999, 343 p. (ISBN 0-19-826771-1)
- (en) The Autonomy of Law: Essays on Legal Positivism, 1999, 339 p. (ISBN 0-19-826790-8, lire en ligne)
- (en) Natural Law and Public Reason, Washington (D.C.), Georgetown university press, 2000, 210 p. (ISBN 0-87840-766-9, lire en ligne)
- (en) Great Cases in Constitutional Law, 2000, 206 p. (ISBN 0-691-04952-1, lire en ligne)
- (en) The Clash of Orthodoxies, Wilmington (Del.), ISI Books, 2001, 268 p. (ISBN 1-882926-62-5)
- (en) Natural Law, Liberalism, and Morality, 2001, 311 p. (ISBN 0-19-924300-X)
- (en) Constitutional Politics: Essays on Constitution Making, Maintenance, and Change, 2001, 337 p. (ISBN 0-691-08869-1, lire en ligne)
- (en) The Meaning of Marriage: Family, State, Market, And Morals, 2006, 316 p. (ISBN 1-890626-64-3)
- (en) Body-Self Dualism in Contemporary Ethics and Politics, Cambridge, Cambridge University press, 2007, 222 p. (ISBN 978-0-521-88248-4)
- (en) Embryo: A Defense of Human Life, 2008, 242 p. (ISBN 978-0-385-52282-3 et 0-385-52282-7)
- (en) Moral Pública: Debates Actuales, 2009 (ISBN 978-956-8639-05-1)
- (en) What Is Marriage?: Man and Woman: A Defense, New York (N.Y.)/London, Encounter books, 2012, 133 p. (ISBN 978-1-59403-622-4, lire en ligne)
- (en) Conscience and Its Enemies: Confronting the Dogmas of Liberal Secularism, 2013, 290 p. (ISBN 978-1-61017-070-3)

## Sources